# شعار السعودية

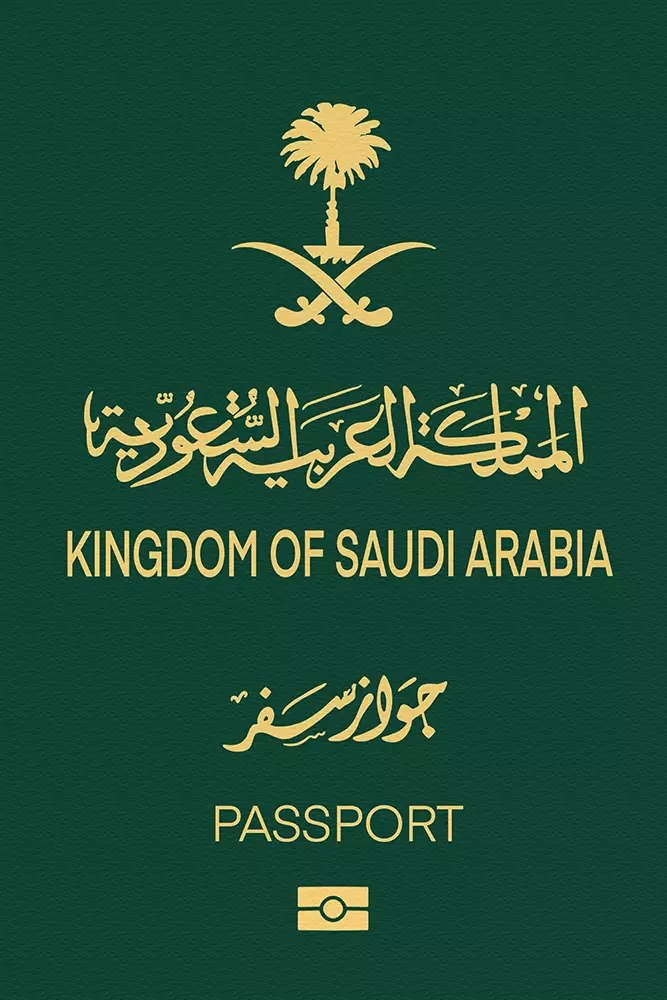
شعار السعودية على الغلاف الأمامي لجواز السفر السعودي

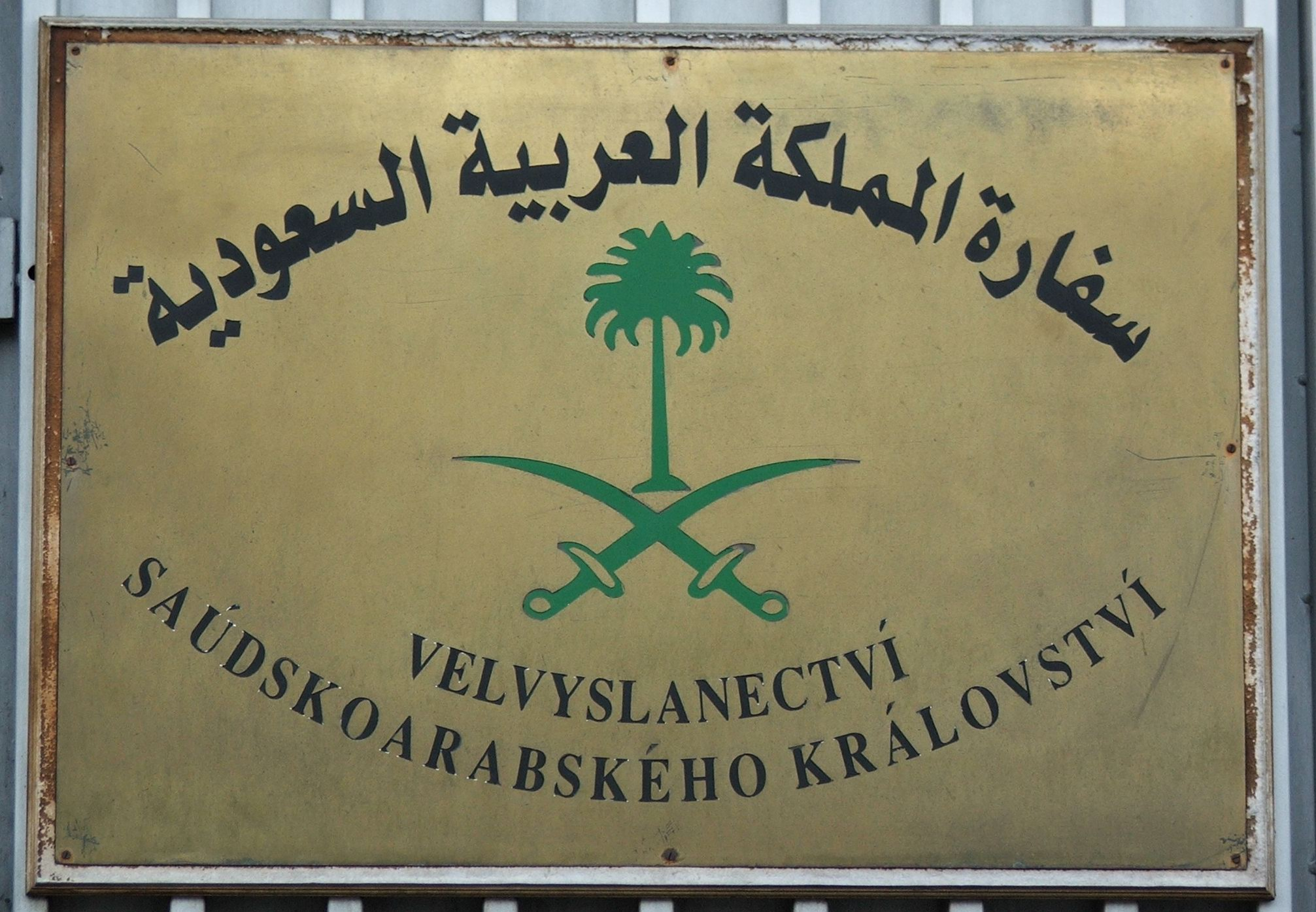
شعار السعودية في سفارة المملكة العربية السعودية في براغ، جمهورية التشيك

شعار  السعودية السيفان والنخلة هو شعار السعودية منذ عام 1950. يتألف الشعار من سيفين عربيين سعوديين منحنيين متقاطعين تعلوهما نخلة، ويرمز السيفان للقوة والمنعة والتضحية، أما النخلة فترمز للحيوية والنماء والرخاء.

## التاريخ
شعار السعودية يتمثل في سيفين عربيين منحنيين متقاطعين ووسطهما نخلة، حيث اقتبس ذلك من نفس العلم الوطني في الأصل، حيث اقتبس السيف من العَلم، وأضيف إليه رمز النخلة إشارة إلى أنه لا يتحقق الرخاء إلا بالعدل، ويستخدم هذا الشعار في أسفل العلم الوطني مما يلي السارية محاذياً، أو دون مقبض السيف. كان يعرف هذا الشعار بعلم الملك.
اختارت السعودية رمز السيفين الذي يدل على القوة والعدل والحماية والأمان بسبب مامرت به السعودية من معارك عديدة للاستحواذ على الحكم فيها، فكانت السعودية قديما يتدخل في حكمها ” الدولة العثمانية “ سابقا، وبعد أن تخلصت السعودية من التدخل العثماني وتطبيق الحكم الملكي فيها، تم وضع السيفين كرمز ومكون أساسي بشعارها.
أقدم شعار سعودي معروف وضع على مادة صلبة هو نفسه الذي طبع على وجه فئة الريال الذي يمثل وحدة من النقود في المملكة وهو الريال الذي صدر عام 1346 هـ الموافق 1927م، كما تم إصدار عدد من الطوابع تحمل هذا الشعار في أول عام 1348 هـ الموافق 1929م بمناسبة ذكر الجلوس على العرش. لاحقًا عدل موقع النخلة بحيث أصبحت أعلى السيفين المتقاطعين في الوسط، وبعد تعديله استمر إلى ما هو عليه الآن.

## وصف العلم والشعار
يتمتع علم المملكة العربية السعودية بالعديد من الخصائص:
- شكل علم المملكة العربية السعودية يأخذ الشكل المستطيل وعرضه يأخذ ثلثان من طولة.
- لون علم المملكة العربية السعودية يأخذ اللون الأخضر.
- علم المملكة العربية السعودية يحتوي على عدة كلمات، بحيث يحتوي على كلمة الشهادتين والتي تكون وسط العلم، وتكتب كلمة الشهادة بخط الثُلُث.
- يوازي كلمة الشهادة السيف المسلول والذي يقع تحت كلمة الشهادة.
- قبضة السيف المسلول تقع أدنى العلم.
- جملة الشهادة كتبت في العلم باللون الأبيض، لون السيف المسلول له نفس اللون.

## شعارات تاريخية

شعار مملكة الحجاز من 1920 إلى 1925
شعار مملكة الحجاز ونجد وملحقاتها من عام 1925 إلى عام 1932
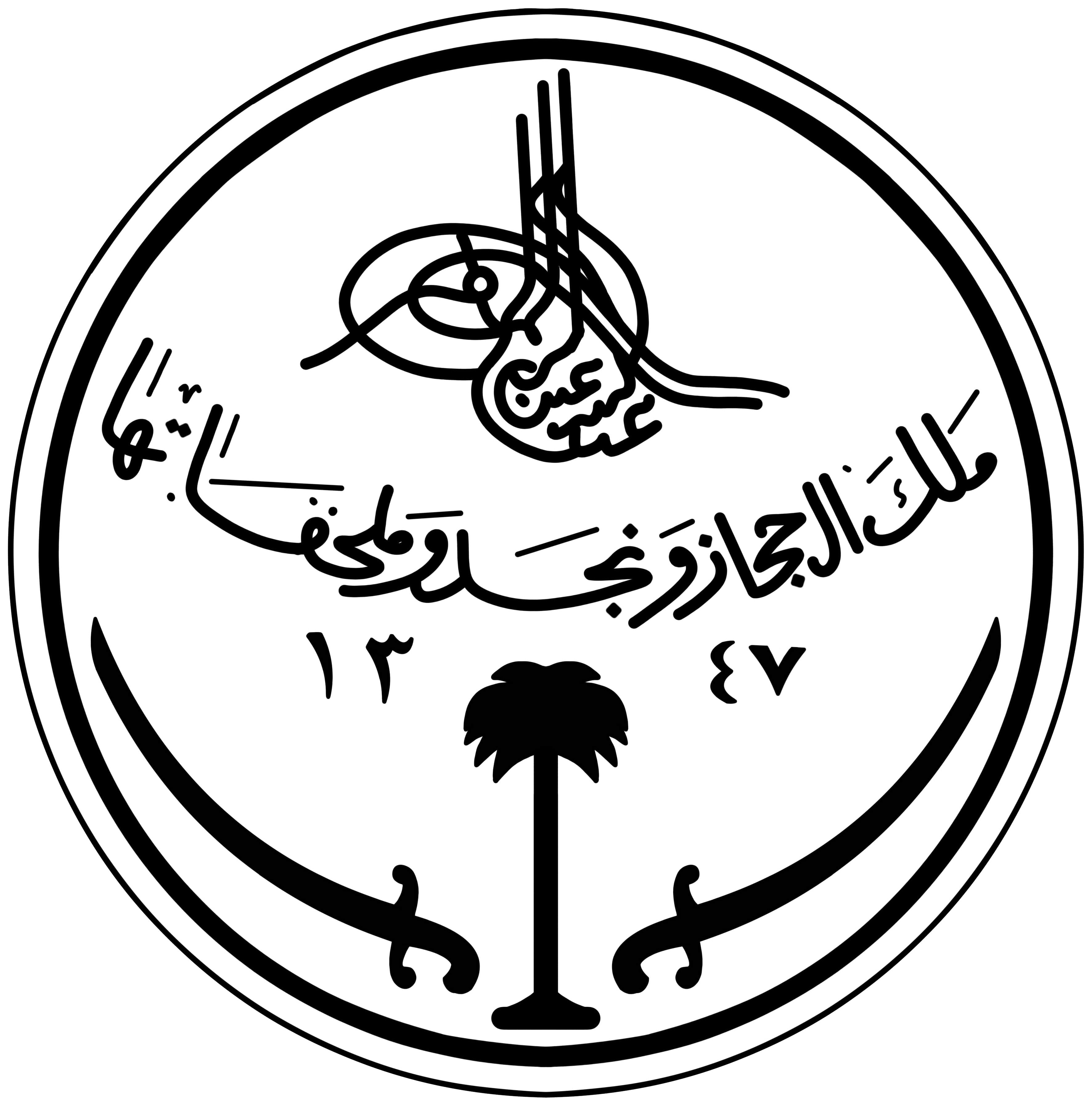
شعار وختم المملكة العربية السعودية من عام 1932 إلى عام 1950

## معرض الصور

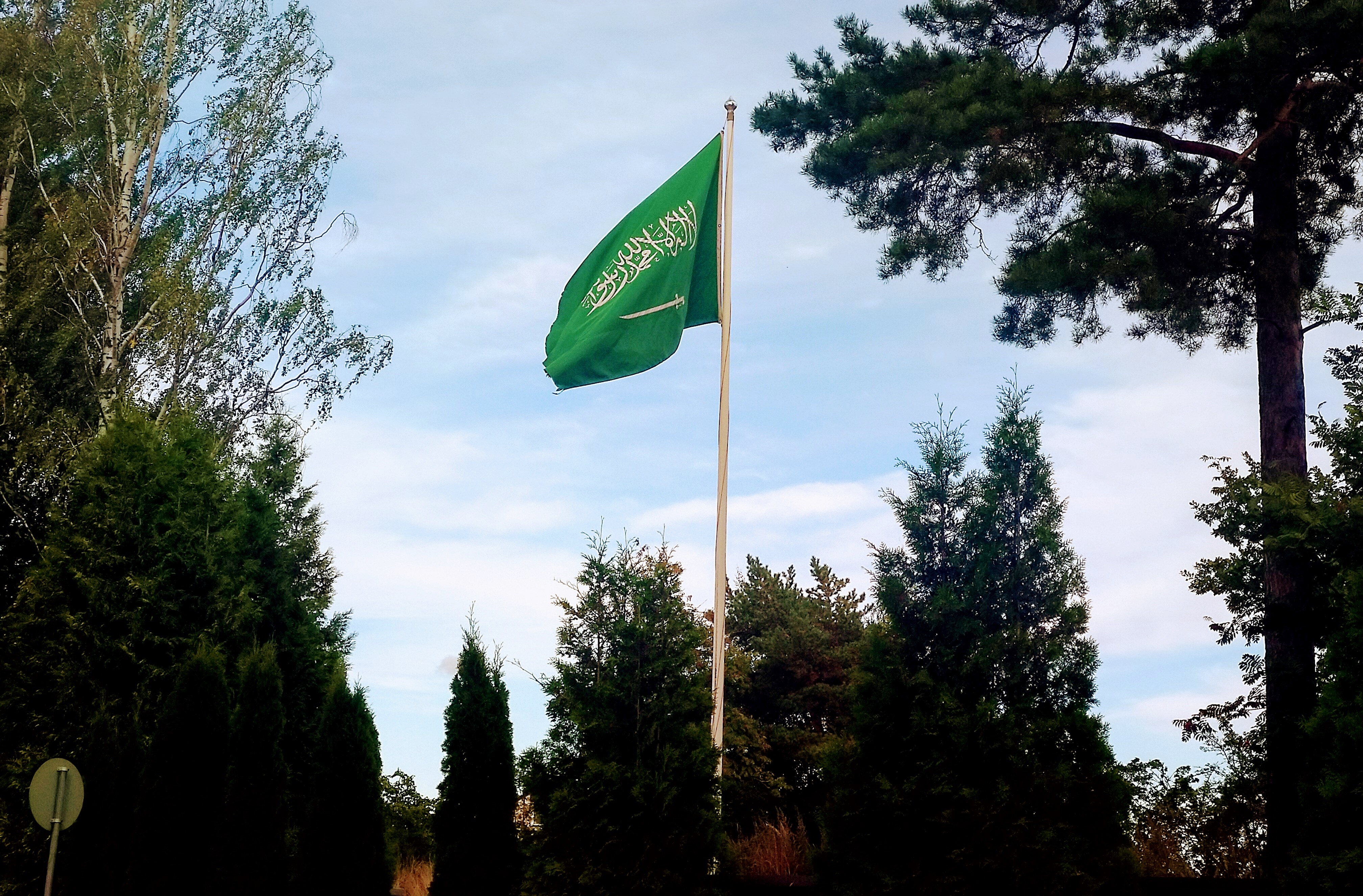

## الاستعمال
يظهر الشعار على الوثائق الحكومية والبعثات الدبلوماسية بالإضافة إلى العديد من أعلام المملكة العربية السعودية.

## على العملة
تمت ولأول مرة إضافة صورة لملك على العملة الورقية النقدية في عهد الملك خالد وكانت تحمل صورة الملك فيصل في جميع فئاتها ما عدا فئة 100 ريال.
تميز هذا الريال بصغر حجمه، وخفة وزنه مقارنة بالريال العربي المستخدم سابقاً له. أما بالنسبة لتصميمه، فقد جرى سكه بشكل مطابق لتصميم الريال السابق من حيث زخارفه وأشكاله وتوزيع عباراته، التي اختلفت على وجه الريال الجديد. فقد حمل مركز الوجه اسم الملك كاملاً (عبد العزيز بن عبد الرحمن آل سعود) تحف به من الخارج دائرة تفصله عن كتابات الهامش التي تضمنت اللقب الجديد للملك (ملك المملكة العربية السعودية)، نقش أسفل منه «شعار الدولة».

### فئة الخمس مئة ريـال
يظهر على وجه الورقة صورة الملك عبدالعزيز بن عبدالرحمن آل سعود والكعبة المشرفة، وعلى الظهر شعار المملكة العربية السعودية، ومنظر للمسجد الحرام بمكة المكرمة.

### فئة المائتي ريـال
يظهر على وجه الورقة صورة الملك عبد العزيز بن عبد الرحمن آل سعود وشعار «رؤية المملكة 2030» بشكل ثلاثي الأبعاد، وعلى الظهر شعار المملكة العربية السعودية، و صورة لقصر الحكم في الرياض.

### فئة المئة ريـال
يظهر على وجه الورقة صورة لخادم الحرمين الشريفين الملك سلمان بن عبد العزيز آل سعود والقبة الخضراء للمسجد النبوي، وعلى الظهر شعار المملكة العربية السعودية، ومنظر للمسجد النبوي بالمدينة المنورة.